# Denis Petouchinski
Denis Petouchinski (russisch Денис Леонидович Петушинский, Denis Leonidowitsch Petuschinski; * 28. Juni 1967 in Irkutsk, Russische SFSR, Sowjetunion) ist ein ehemaliger neuseeländischer Stabhochspringer russischer Herkunft.
Für Russland startend wurde er bei den Leichtathletik-Weltmeisterschaften 1993 in Stuttgart Sechster. 1994 wurde er bei den Halleneuropameisterschaften in Paris Vierter und bei den Leichtathletik-Europameisterschaften in Helsinki Fünfter.
Als Repräsentant Neuseelands kam er bei den Commonwealth Games 1998 in Kuala Lumpur auf den zweiten Platz, wurde aber wegen Dopings mit Stanozolol nachträglich disqualifiziert und für vier Jahre gesperrt.

## Bestleistungen
- Stabhochsprung: 5,90 m, 13. Juni 1993, Moskau
  - Halle: 5,80 m, 28. Februar 1994, Piräus